# Sungatschi
Sungatschi (russisk: Сунгача, tr. Sungatja; kinesisk: 松阿察河; pinyin: Sōngàchá Hé) er en grænseflod mellem Rusland, den sibiriske kystprovins Primorskij kraj, og Kina, Heilongjiangprovinsen. Sungatschi er en biflod til Ussuri og har et afvandingsområde på 25.600 km². Floden er fra 180 til 210 km lang, da den slynger sig og ændrer flodløb hvert år. Floden har sit udspring fra Khankasøen. 